# Слобода (Кам'янець-Подільський район)
Слобода́ — село в Україні, у Новоушицькій селищній територіальній громаді Кам'янець-Подільського району Хмельницької області. До адміністративної реформи 19 липня 2020 року село належало до Новоушицького району. Населення становить 51 особа (2015).

## Населення

### Мова
Розподіл населення за рідною мовою за даними перепису 2001 року:
| Мова       | Кількість | Відсоток |
| ---------- | --------- | -------- |
| українська | 68        | 100%     |

## Символіка

### Герб
Щит поділено на дві частини. У верхній частині на червоному фоні квітка соняха, що символізує сонце та процвітання сільського господарства. У нижній частині на лазуровому фоні стоїть срібна лелека з червоним дзьобом та лапами й чорним оперенням, як знак рідного дому та мешканець ставків, що розташовані поруч із селом.

### Прапор
Прямокутне полотнище складається з двох площин. Верхня половина прапора червоного кольору, нижня – блакитного кольору. У верхній частині на червоному фоні квітка соняха, що символізує сонце та процвітання сільського господарства. Блакитний колір – неба та вдосконалення духу.

## Галерея

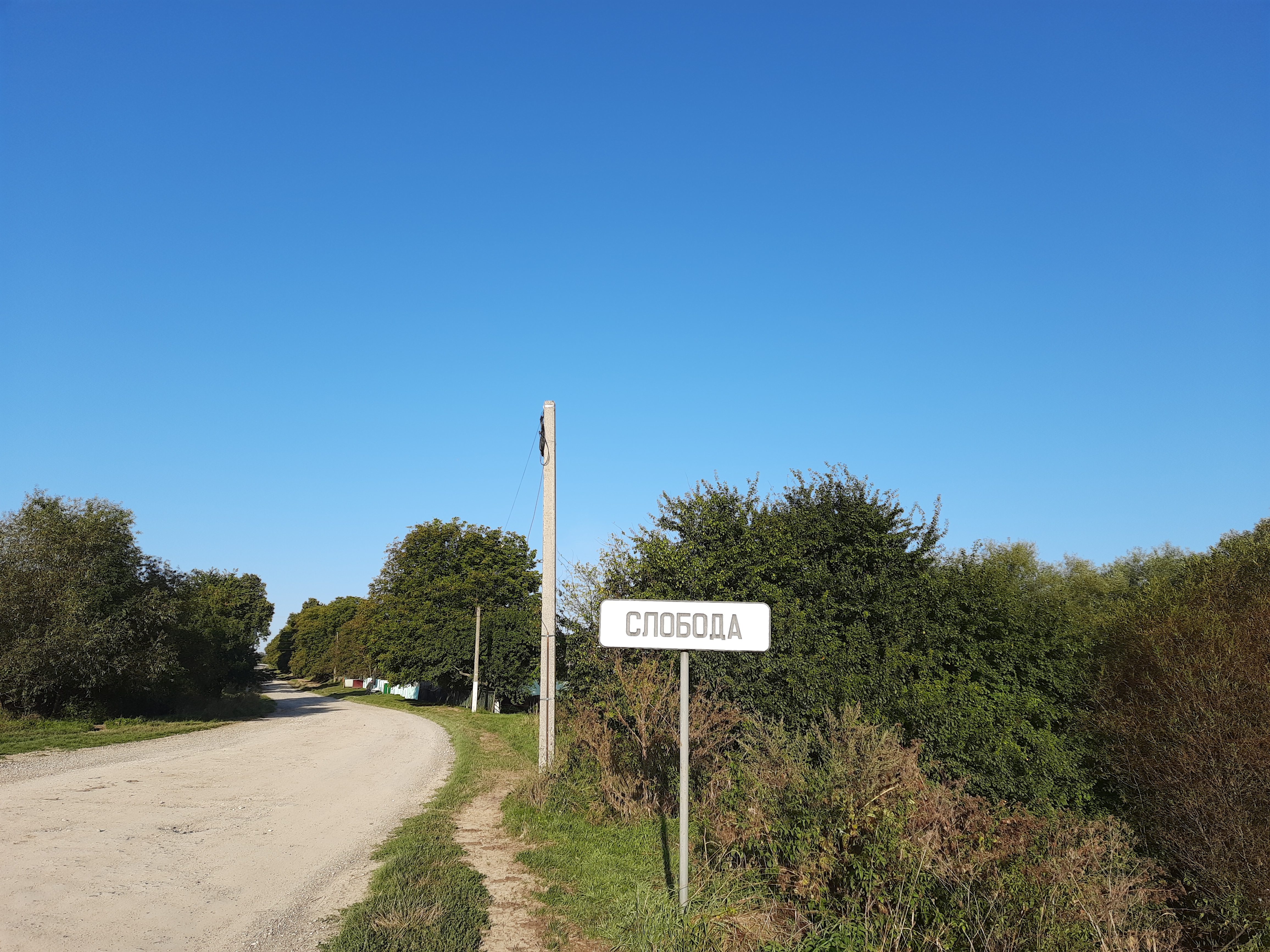
Дорожній знак при в'їзді в село
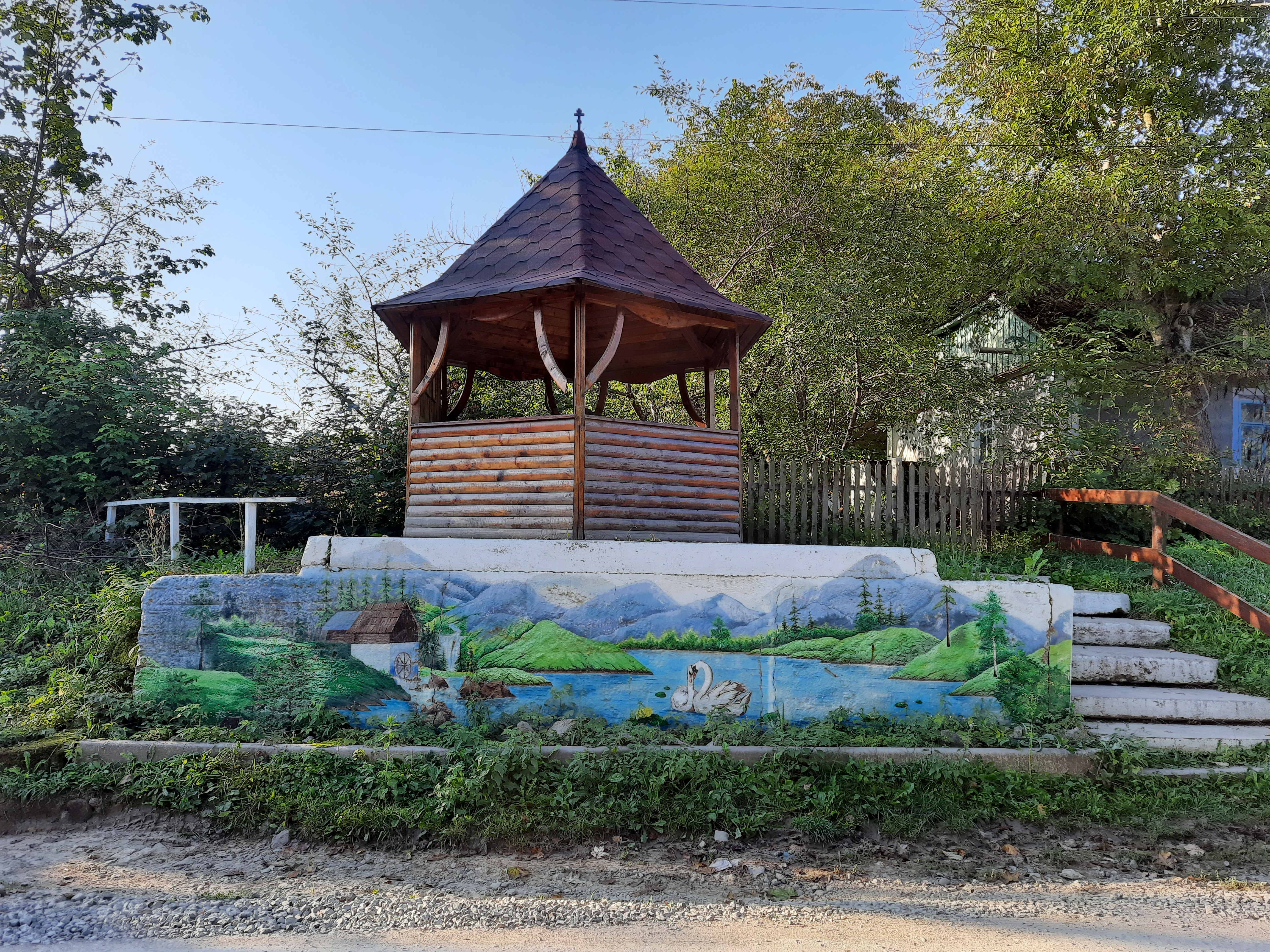
Сільська криниця